# Ezomo du Bénin
 (septembre 2023).
Ezomo du Bénin,,, est un titre détenu par le chef de guerre suprême dans l'ancien royaume du Bénin. Le chef avec le titre Ezomo est le 3e chef le plus haut gradé du Royaume du Bénin.  Le titre d'Ezomo du Bénin a été initialement décerné à tout guerrier notable du Royaume par l'Oba du Bénin.  Cependant, sous le règne d'Ezomo Ehenua, l'Oba du royaume du Bénin, oba Akenzua I, a rendu le titre héréditaire à la famille Ehenua. Les Ezomo sont connus pour vivre à Uzebu dans un état semi-indépendant.